# Couvent des Franciscains de Ratisbonne

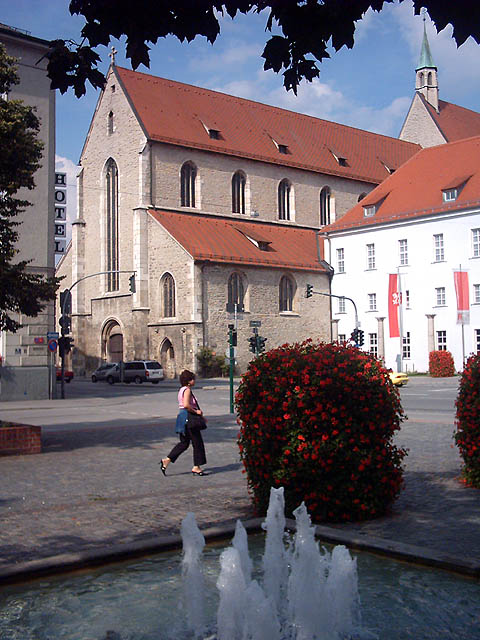
Ancienne église des Franciscains, aujourd'hui partie du musée d'Histoire de Ratisbonne (à droite).

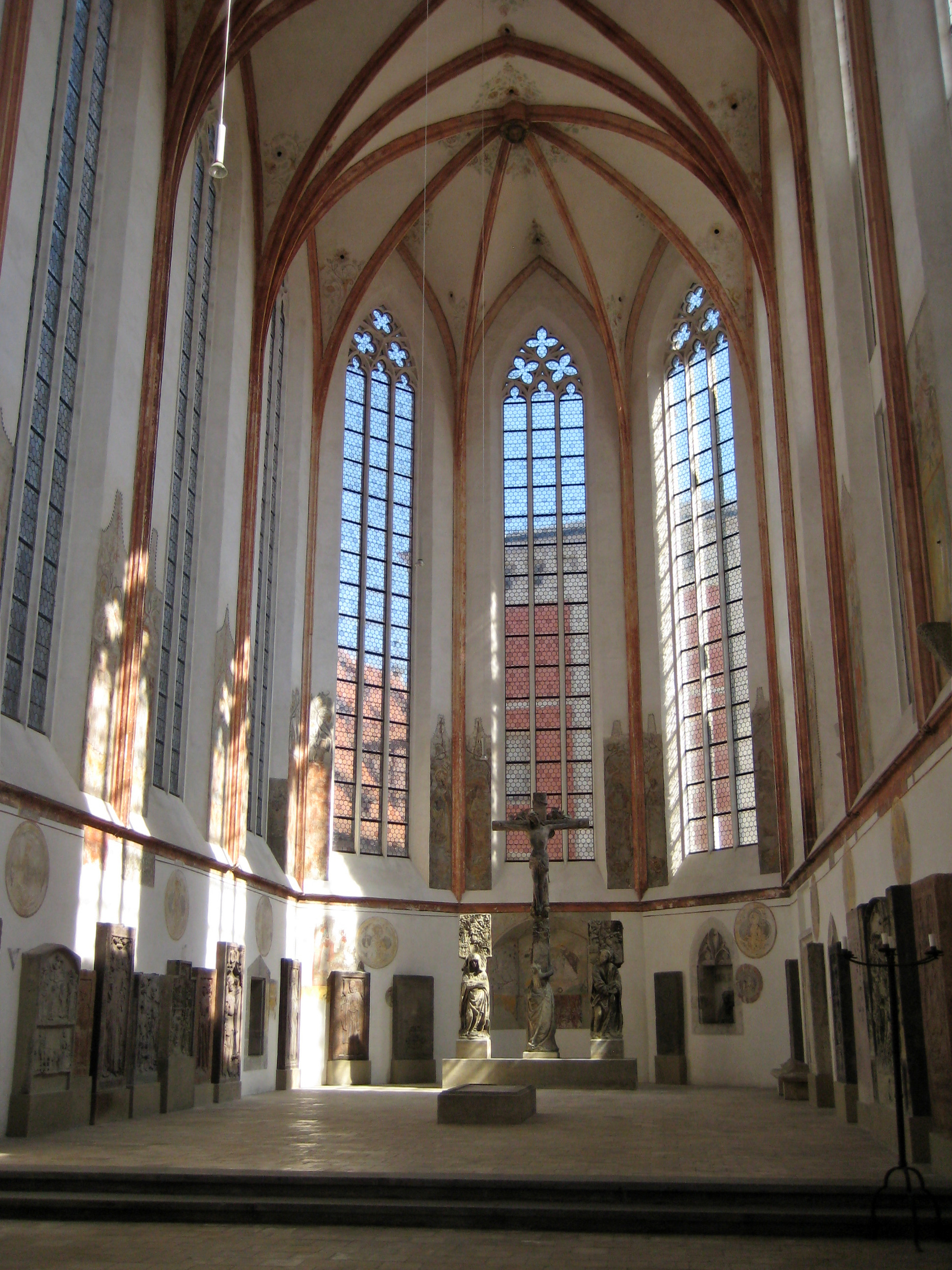
Vue de l'abside.

Le couvent Saint-Sauveur des Franciscains (Franziskanerkloster St. Salvator) est un ancien couvent de Franciscains (Frères mineurs, ordo fratrum minorum) situé à Ratisbonne en Bavière. Il abrite aujourd'hui les collections du musée d'Histoire de Ratisbonne.

## Histoire

Intérieur de l'église.

Le couvent consacré au Salvator Mundi en 1221 et fondé par Conrad IV, prince-évêque de Ratisbonne, Othon VIII de Bavière et l'empereur Henri VII est l'un des premiers couvents franciscains du Saint-Empire romain germanique. Les Frères mineurs qui avaient fondé récemment des couvents en Italie une décennie plus tôt arrivent vers 1210 d'abord à Augsbourg, puis à Wurtzbourg et ensuite à Ratisbonne.
Ils construisent d'abord une petite chapelle consacrée au Sauveur du monde (Salvator Mundi), remplacée par une grande église construite entre 1255 et 1275 pour servir d'église conventuelle. Le chœur est rénové vers 1350. L'église gothique est construite en forme de plan basilical à trois nefs ; c'est la plus grande des églises franciscaines d'Allemagne méridionale et la deuxième en ordre de grandeur de Ratisbonne après l'église dominicaine Saint-Blaise (la cathédrale mise à part). 
Les vitraux datent des années 1350-1360 et les fresques de la nef et du chœur de la fin du XVe siècle. On trouve au milieu du chœur la sépulture du prédicateur Berthold de Ratisbonne qui vécut au couvent de 1226 à sa mort en 1272.
Le couvent appartenait à la province haute-allemande, ou province de Strasbourg (Provincia argentina), de l'ordre des Frères mineurs, puis à partir de 1675 à la province franciscaine de Bavière (Bavaria). En 1799, le couvent est sécularisé et les franciscains sont expulsés, tandis que l'église est profanée. Une partie du couvent est détruite et l'église sert d'entrepôt pour les douanes et octrois, puis de salle d'exercice militaire et d'entrepôt ; le couvent quant à lui sert de caserne de l'armée bavaroise.
Les pierres tombales que l'on a placées le long des murs proviennent d'anciens cimetières disparus de Ratisbonne. Elles ont été placées ici dans les années 1930. L'église Saint-Sauveur a été fortement endommagée par les bombardements des Alliés pendant la Seconde Guerre mondiale.

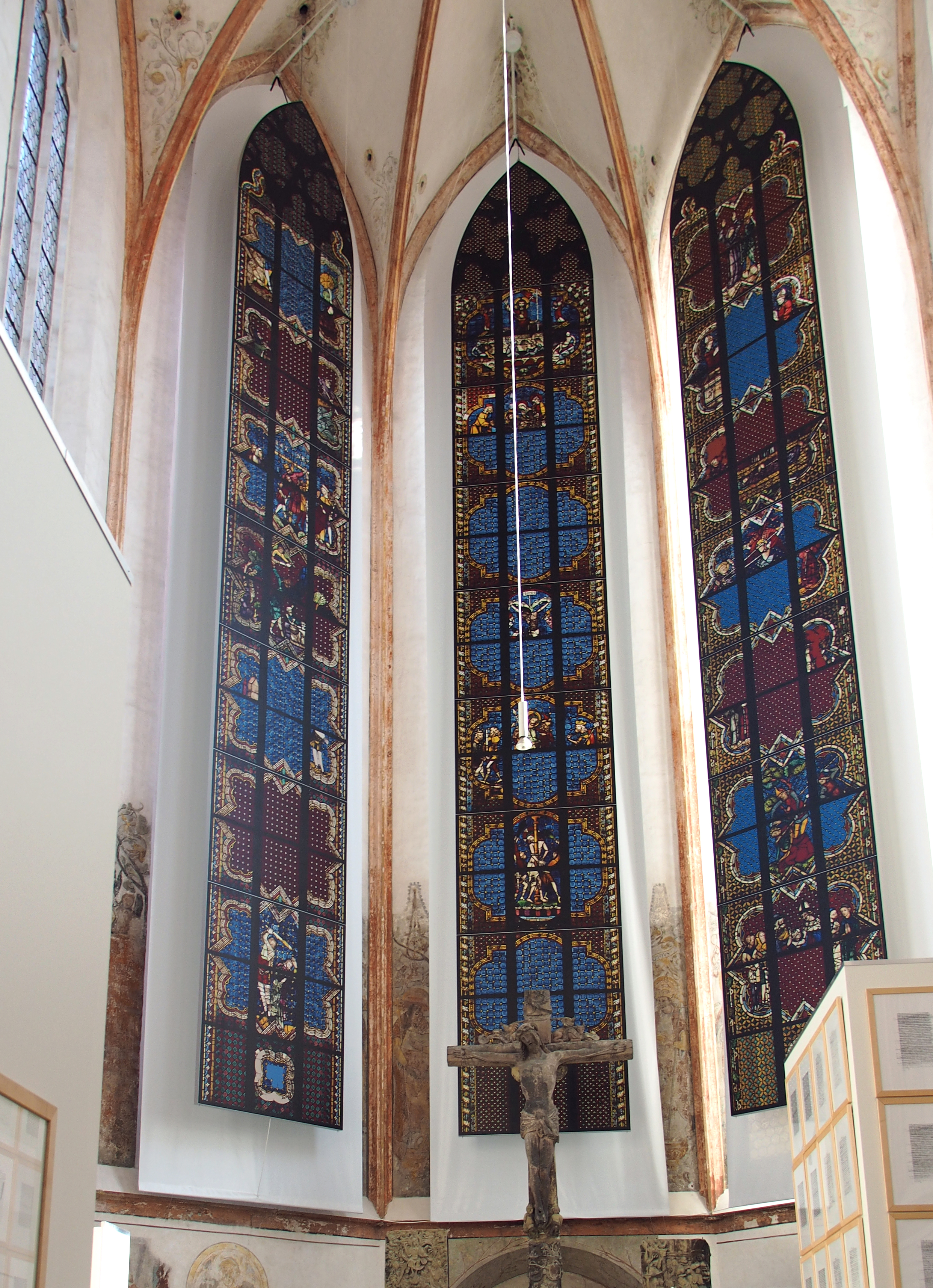
Vitraux de 1350-1360.
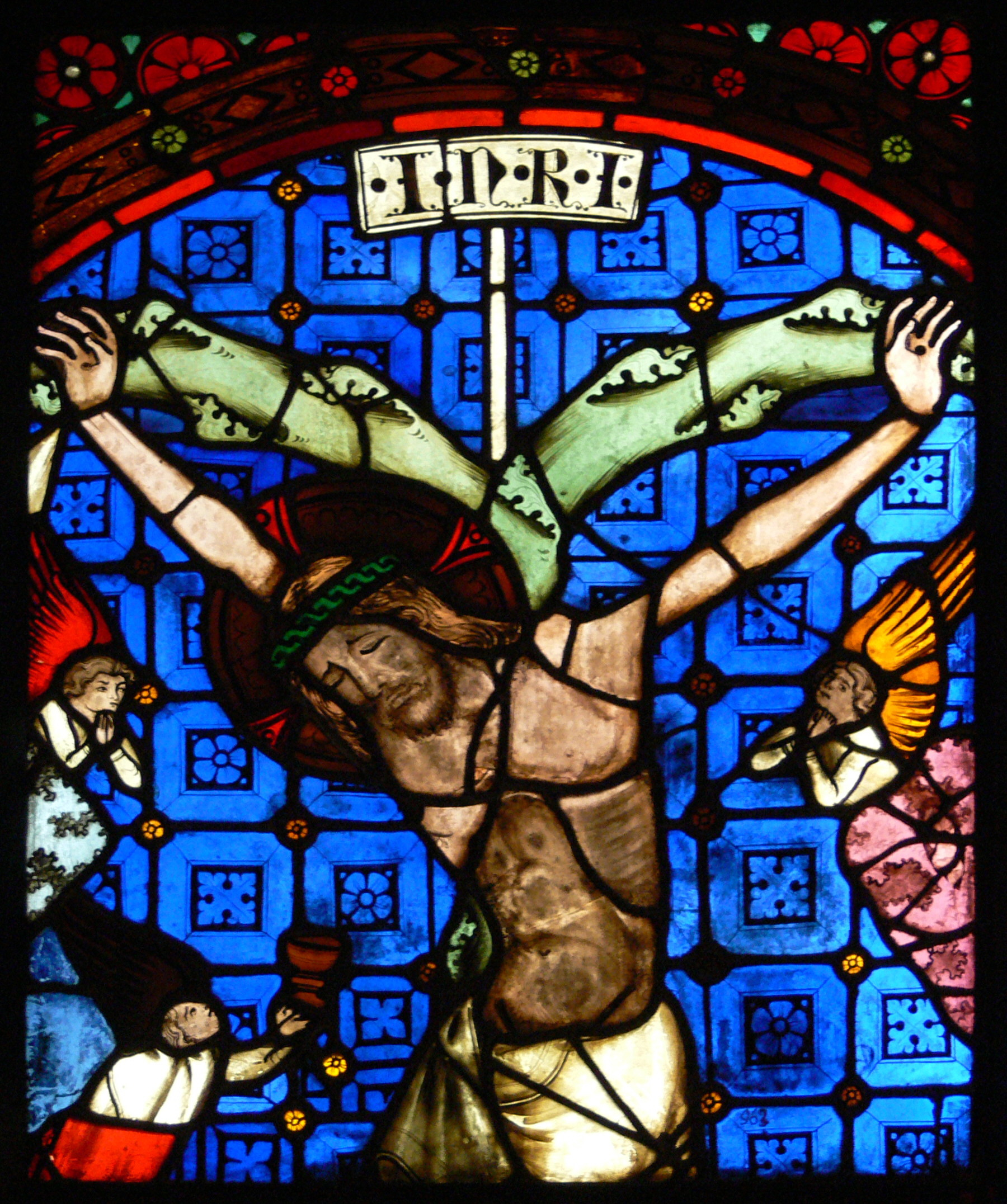
Vitrail représentant la Crucifixion.
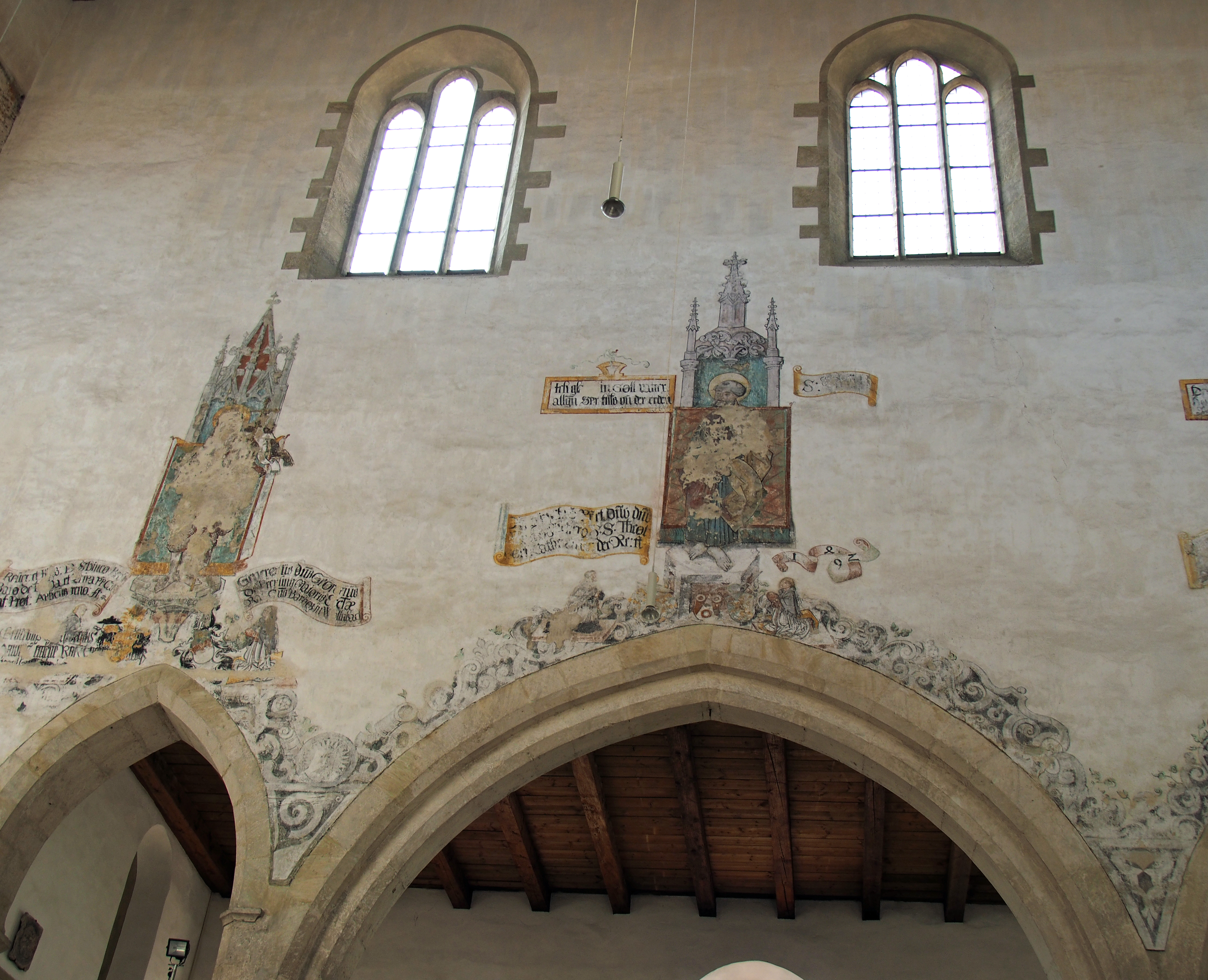
Fresques du XVe siècle.
Plafond de la nef.
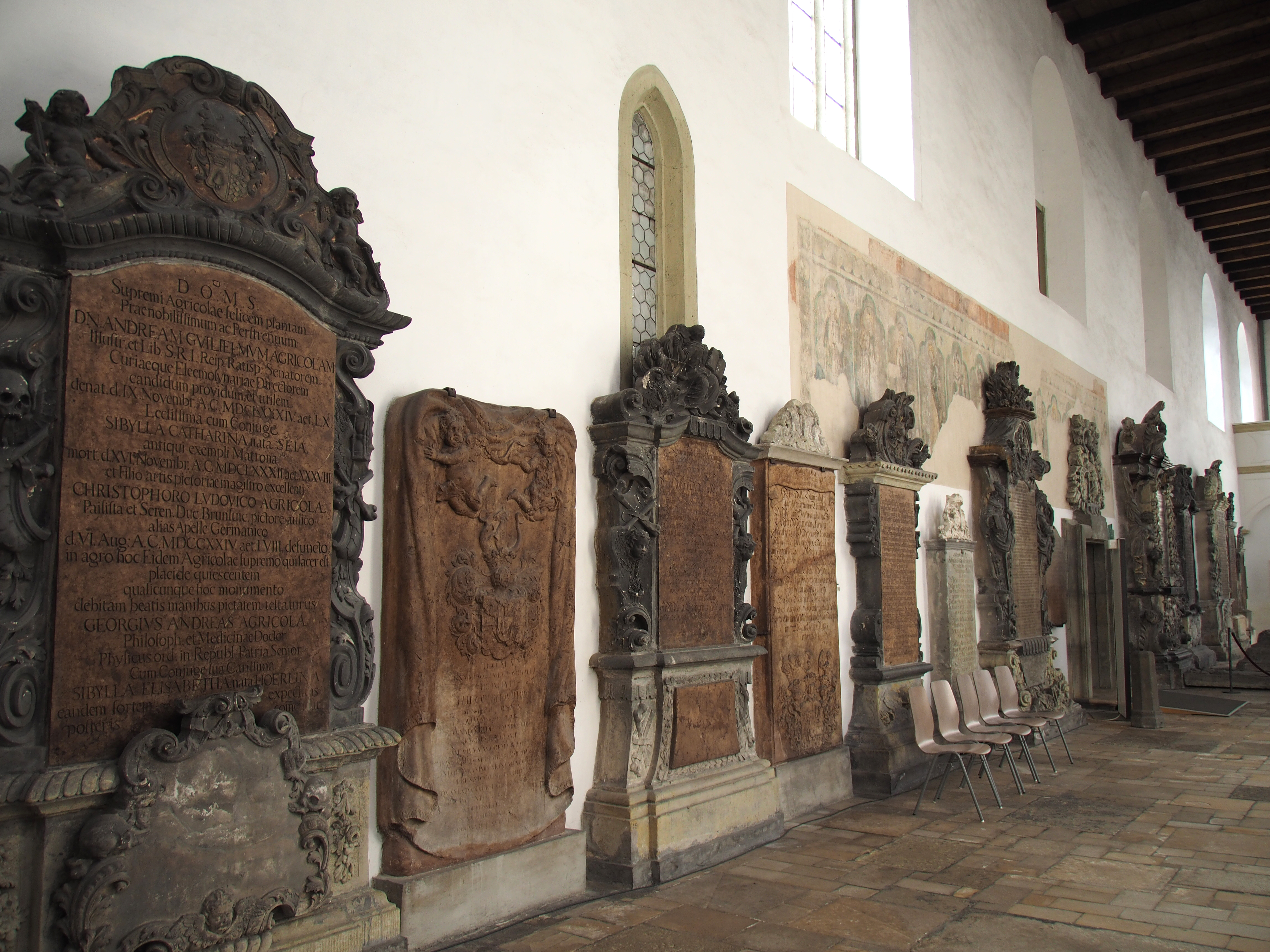
Pierres tombales dans les bas-côtés.
Pierre tombale de Berthold de Ratisbonne.

## Orgues

### Orgue de Steinmeyer

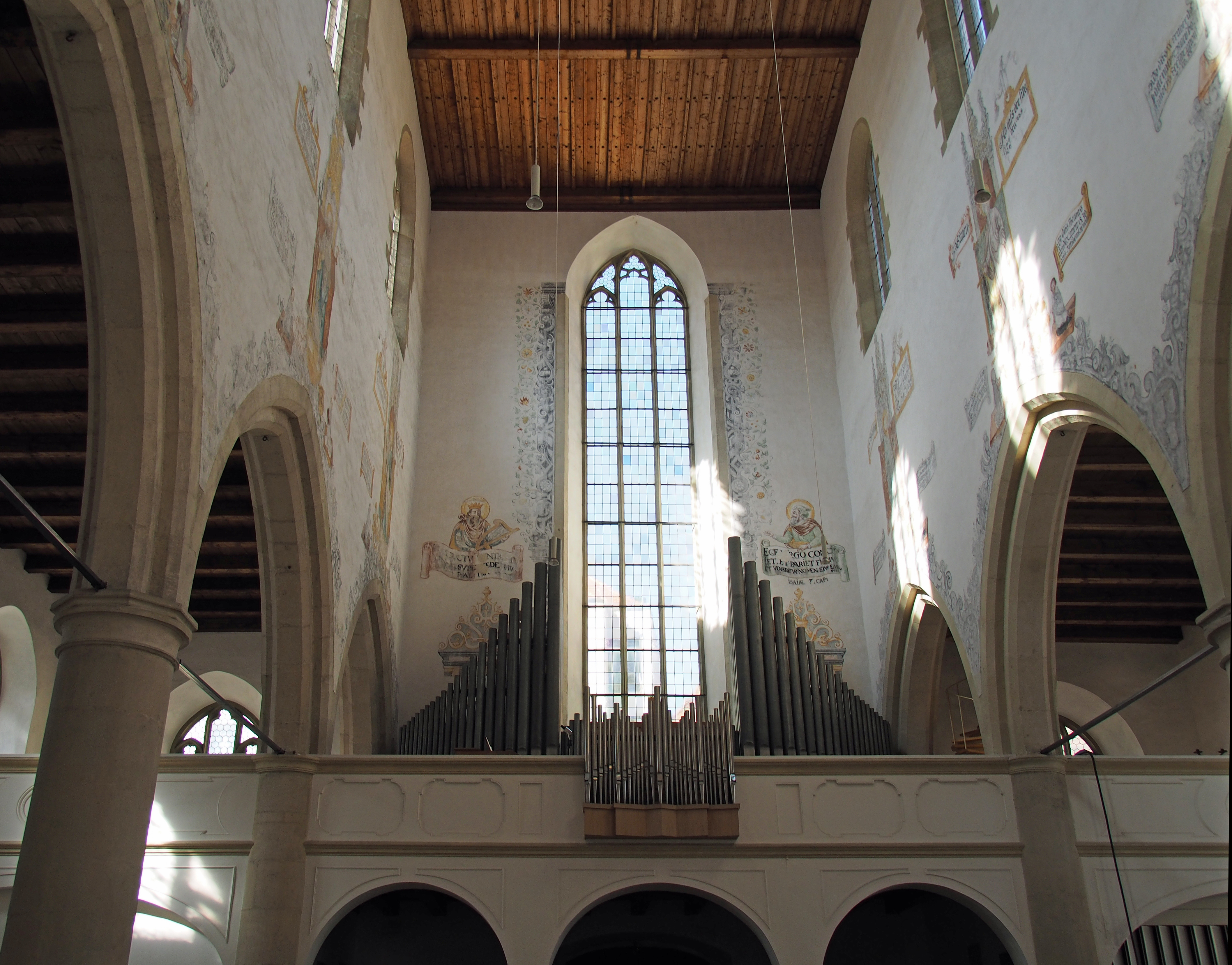
Orgue de Steinmeyer.

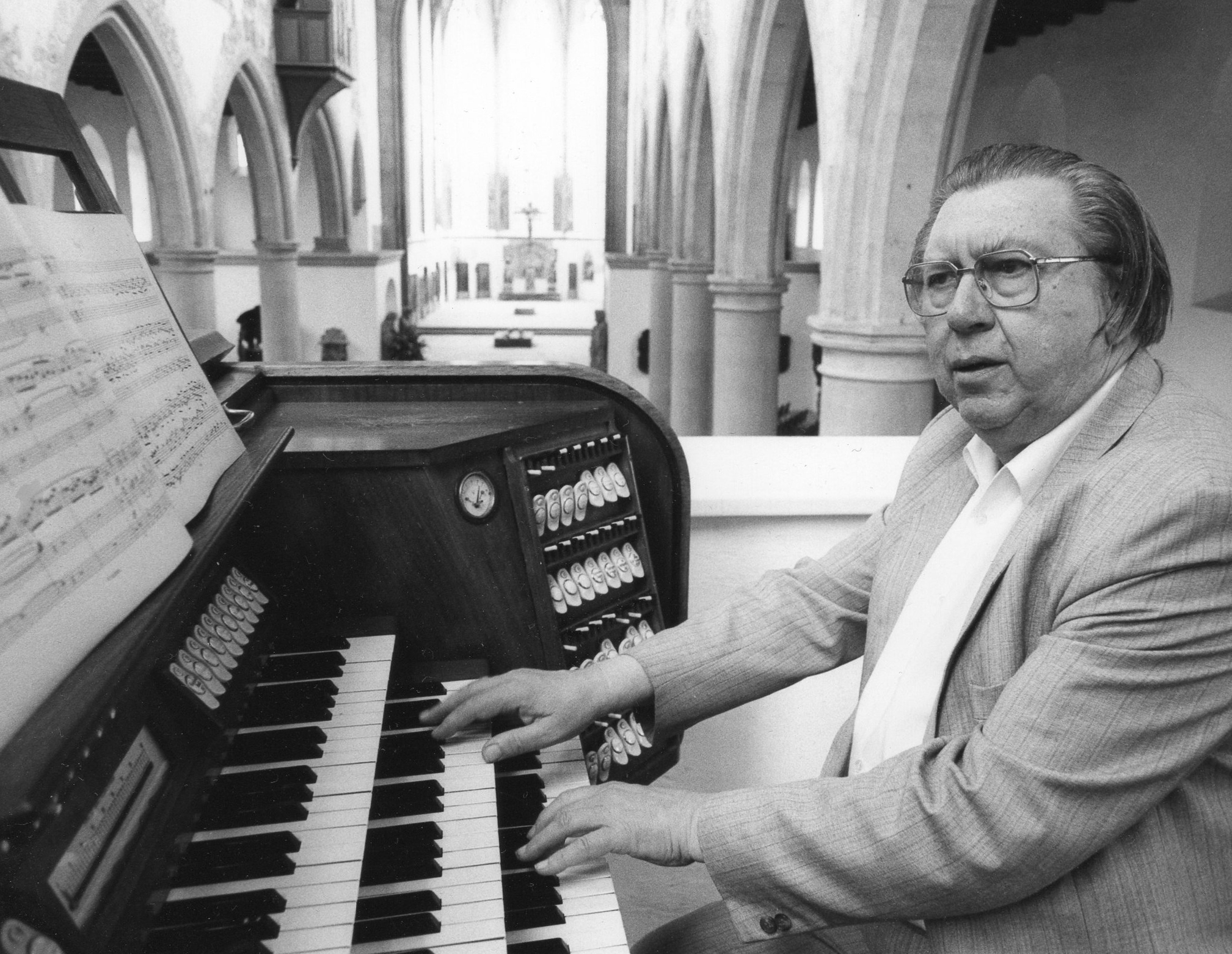
Eberhard Kraus au clavier de l'orgue de Steinmeyer.

À l'intérieur de l'église se trouve un orgue historique. Peu de temps avant l'Anschluss de 1938, le NSDAP décide d'installer un buste d'Anton Bruckner (1824-1896) au cours d'une cérémonie officielle pompeusement mise en scène dans le cadre païen d'un Walhalla. Afin de gagner suffisamment d'espace pour la cérémonie, le gouvernement local du NSDAP fait rénover l'intérieur de l'ancienne église des Franciscains, qui sert de salle de concert, et un nouvel orgue est installé pour améliorer encore la conception de la cérémonie. Il est issu de la maison G. F. Steinmeyer & Co., mais a été réalisé sans travail positif ou à distance. Les fonds pour l'orgue et pour les travaux de rénovation de l'église sont personnellement approuvés par le chancelier Hitler. L'instrument a été joué pour la première fois le 6 juin 1937 lors d'un concert en présence d'Hitler, de Siebert et d'autres politiciens de haut rang, qui a été diffusé en direct dans toute l'Allemagne par la radio Reichssender Berlin.
Après la Seconde Guerre mondiale, le site est relancé par Eberhard Kraus qui y organise des concerts intitulés «leçons d'orgue du dimanche» ; il s'agit d'une série de concerts fondée en 1952 pendant les mois d'été. L'orgue a été utilisé ainsi pendant plus de cinquante ans pour environ 1 100 concerts d'orgue et de musique de chambre.
Sous le numéro Opus 1627, l'orgue est construit par Carl Thiel et agrandi en 1964 avec de nouveaux registres par Eduard Hirnschrodt. La maison Weise l'améliore encore en 1979 avec un positif d'après des plans d'Eberhard Kraus. En 2003, l'orgue souffre de la canicule ; il est restauré par la firme Hermann Eule en 2020.

### Orgue de Schwalbennest

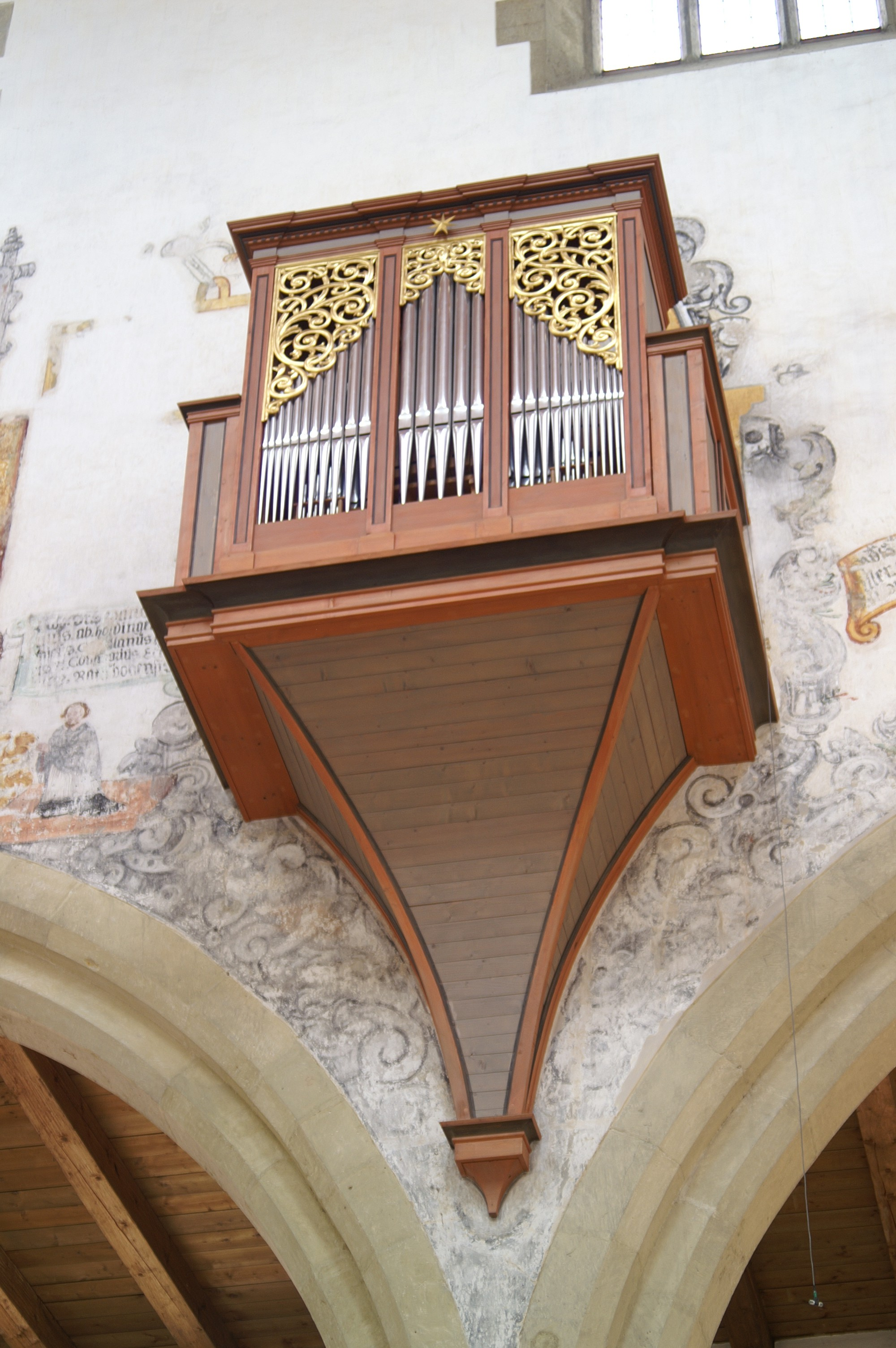
Orgue de Schwalbennest.

Lors de la restauration de l'église, des traces telles que des renfoncements, des ouvertures de porte, des traces de porte-soufflets, le contour d'un nid d'hirondelle dans le plâtre et des peintures murales de style gothique tardif et maniériste ont été découverts sur le mur nord, ce qui indiquait la présence antérieure d'un nid d'hirondelle. En 1989, avec l'aide financière du Siemens Art Fund , la maison Bernhardt Edske reconstruit un instrument basé sur un projet de disposition de Caspar Sturm de 1583. L'orgue peut être actionné avec trois soufflets en coin dessinés à la main, ou en variante avec un ventilateur centrifuge électrique.

### Orgue de Cuntz

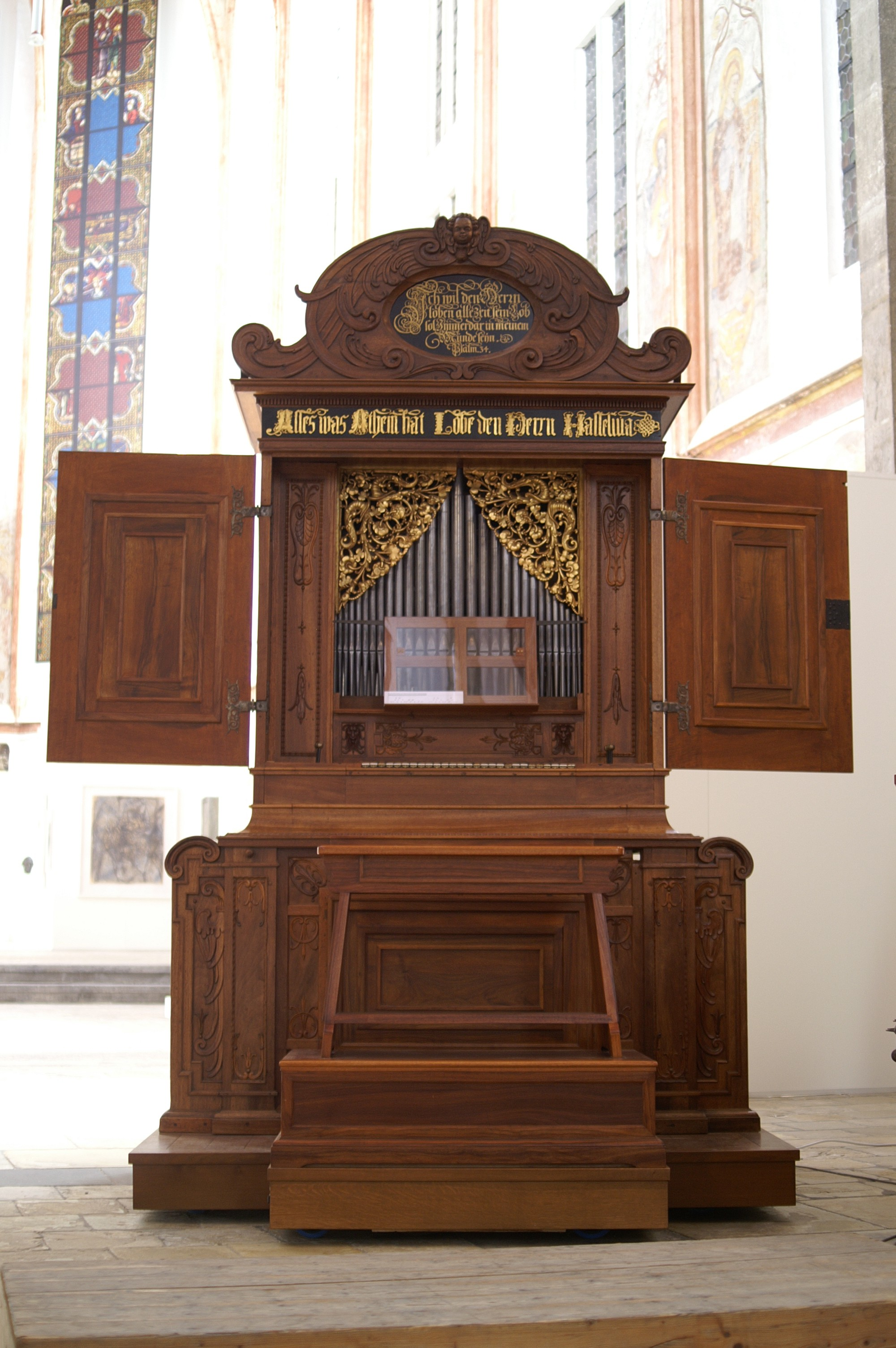
Orgue positif de Cuntz.

Cet orgue positif amovible est fait par Stephan Cuntz en 1627. Il a été construit à l'origine pour la maison d'un patricien de Nuremberg. Il s'agit de l'orgue le plus ancien du Haut-Palatinat. Il se trouve dans la partie supérieure d'un buffet Renaissance en deux parties et est surmonté d'une cartouche en volute. Le clavier avec douze touches par octave brisé et les tuyaux sont encadrés par des panneaux richement sculptés et dorés avec double porte. L'instrument a été largement restauré en 2015 par le facteur d'orgues Hermann Eule,.

## Utilisation
L'ensemble conventuel abrite aujourd'hui le musée d'Histoire de Ratisbonne. L'ancienne église sert de salle d'exposition et de salle de concert. Elle a accueilli en 2014 la Bayerische Landesausstellung (exposition régionale de Bavière). Norbert Düchtel est depuis 2010 le titulaire des orgues. Il a fondé ici la série de concerts Sonntägliche Orgelmatinee (Matinées d'orgue dominicales).
Une fois par an, le jour de la fête du bienheureux Berthold de Ratisbonne - le 14 décembre - l'église est reconsacrée à la prière pour le temps d'une messe célébrée par l'évêque de Ratisbonne. Pour des raisons de sécurité, cette messe a lieu sans lumière électrique, ni utilisation de microphones.

## Notes et références

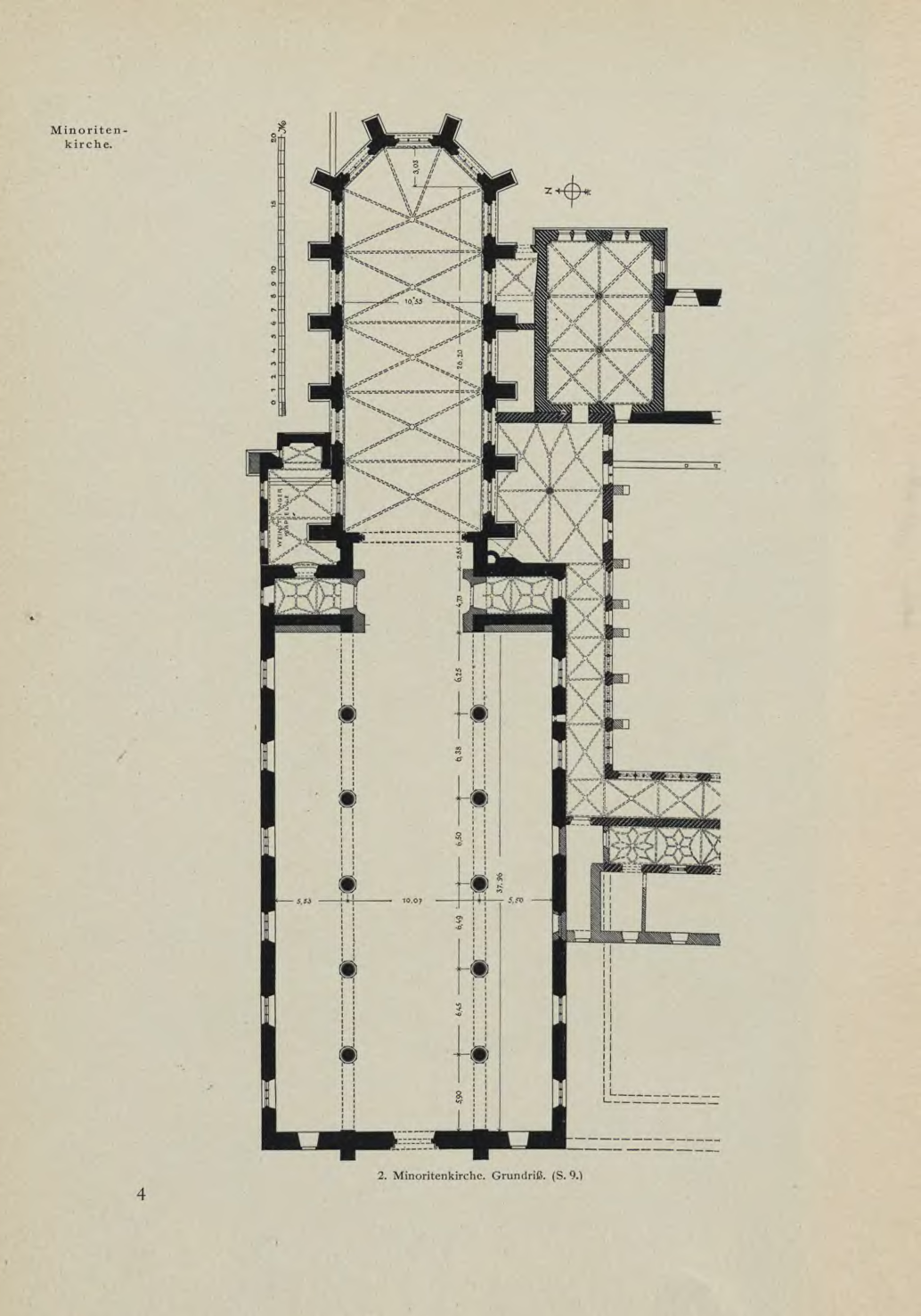
Plan de l'église.